# 21st Century Breakdown
21St Century Breakdown este al optulea album de studio al trupei americane de muzică punk rock Green Day, lansat prin intermediul casei Reprise Records pe 15 mai 2009. Este a doua operă rock, urmând albumului American Idiot, și este primul album produs de Butch Vig. Vocalistul și chitarisul Billie Joe Armstrong descrie 21st Century Breakdown ca fiind un „instantaneu a epocii în care trăim, în care noi întrebăm și încercăm să atribuim un sens manipulării care ne înconjoară, fie că este vorba de guvern, de religie, de mass-media sau de orice formă de autoritate.”
Distanța de 5 ani între American Idiot și 21St Century Breakdown este cea mai lungă pauză dintre albumele înregistrate în studio în toată cariera trupei Green Day. Formația a lucrat la album încă din ianuarie 2006. Până în octombrie 2007, Arstrong a avut 45 de piese scrise, dar trupa nu a arătat semne că ar progresa până în octombrie 2008, când un clip video al grupului înregistrat cu producătorul Butch Vig în studio a fost postat pe YouTube. Procesul de scriere și înregistrare întins pe 3 ani și 4 studiouri de înregistrare s-a terminat în aprilie 2009.
Albumul a primit în general recenzii pozitive. La lansare, 21St Century Breakdown a ajuns în clasamentele din 24 de țări. Albumul a atins, ulterior, prima poziție în Billboard 200, European Top 100 Albums și UK Albums Grafice.

## Lista pieselor
Toate versurile sunt scrise de Billie Joe Armstrong, Toate melodiile sunt compuse de Green Day.
| Nr. | Titlu                 | Lungime |  |
| 1.  | „Song of the Century” | 0:57    |  |

| Act I: Heroes and Cons |                          |         |  |
| Nr.                    | Titlu                    | Lungime |  |
| 2.                     | „21st Century Breakdown” | 5:09    |  |
| 3.                     | „Know Your Enemy”        | 3:11    |  |
| 4.                     | „¡Viva la Gloria!”       | 3:31    |  |
| 5.                     | „Before the Lobotomy”    | 4:37    |  |
| 6.                     | „Christian's Inferno”    | 3:07    |  |
| 7.                     | „Last Night on Earth”    | 3:57    |  |

| Act II: Charlatans and Saints |                                  |         |  |
| Nr.                           | Titlu                            | Lungime |  |
| 8.                            | „East Jesus Nowhere”             | 4:35    |  |
| 9.                            | „Peacemaker”                     | 3:24    |  |
| 10.                           | „Last of the American Girls”     | 3:51    |  |
| 11.                           | „Murder City”                    | 2:54    |  |
| 12.                           | „¿Viva la Gloria? (Little Girl)” | 3:48    |  |
| 13.                           | „Restless Heart Syndrome”        | 4:21    |  |

| Act III: Horseshoes and Handgrenades |                                                            |         |  |
| Nr.                                  | Titlu                                                      | Lungime |  |
| 14.                                  | „Horseshoes and Handgrenades”                              | 3:14    |  |
| 15.                                  | „The Static Age”                                           | 4:17    |  |
| 16.                                  | „21 Guns”                                                  | 5:21    |  |
| 17.                                  | „American Eulogy” (A. "Mass Hysteria" / B. "Modern World") | 4:26    |  |
| 18.                                  | „See the Light”                                            | 4:36    |  |
| Lungime totală:                      | Lungime totală:                                            | 69:16   |  |

### Piese bonus
Toate versurile sunt scrise de Billie Joe Armstrong, Toate melodiile sunt compuse de Green Day, except where noted.
| Amazon.com MP3 version |                  |         |  |
| Nr.                    | Titlu            | Lungime |  |
| 19.                    | „Burnout” (live) | 2:21    |  |

| iTunes deluxe edition |                                                                     |                |         |  |
| Nr.                   | Titlu                                                               | Autor(i)       | Lungime |  |
| 19.                   | „A Quick One, While He's Away” (originally performed by The Who)    | Pete Townshend | 7:59    |  |
| 20.                   | „Another State of Mind” (originally performed by Social Distortion) | Mike Ness      | 2:46    |  |

| iTunes pre-order edition |                                                            |               |         |  |
| Nr.                      | Titlu                                                      | Autor(i)      | Lungime |  |
| 21.                      | „That's All Right” (originally performed by Elvis Presley) | Arthur Crudup | 2:01    |  |
| 22.                      | „Like a Rolling Stone” (originally performed by Bob Dylan) | Bob Dylan     | 6:10    |  |

| Japanese edition |              |         |  |
| Nr.              | Titlu        | Lungime |  |
| 19.              | „Lights Out” | 2:16    |  |

| Rhapsody version |                          |         |  |
| Nr.              | Titlu                    | Lungime |  |
| 19.              | „Know Your Enemy” (live) | 4:47    |  |
| 20.              | „The Static Age” (live)  | 4:30    |  |

| Target version bonus CD (Live in Japan) |                                     |         |  |
| Nr.                                     | Titlu                               | Lungime |  |
| 1.                                      | „American Idiot” (live)             | 4:18    |  |
| 2.                                      | „Jesus of Suburbia” (live)          | 9:22    |  |
| 3.                                      | „Holiday” (live)                    | 4:34    |  |
| 4.                                      | „Are We the Waiting” (live)         | 2:49    |  |
| 5.                                      | „St. Jimmy” (live)                  | 2:58    |  |
| 6.                                      | „Boulevard of Broken Dreams” (live) | 4:41    |  |

## Certificări
| Regiune                      | Certificări |
| ---------------------------- | ----------- |
| Argentina (CAPIF)            | Aur         |
| Australia (ARIA)             | Platină     |
| Austria (IFPI Austria)       | Platină     |
| Brazilia (ABPD)              | Aur         |
| Canada (Music Canada)        | 2× Platină  |
| Danemarca (IFPI Denmark)     | Aur         |
| Finlanda (Musiikkituottajat) | Aur         |
| Franța (SNEP)                | Platină     |
| GCC (IFPI Middle East)       | Platină     |
| Germania (BVMI)              | 3× Aur      |
| Irlanda (IRMA)               | Platină     |
| Italia (FIMI)                | Platină     |
| Japonia (RIAJ)               | Aur         |
| Noua Zeelandă (RMNZ)         | Platină     |
| Norvegia (IFPI Norway)       | Platină     |
| Suedia (GLF)                 | Aur         |
| Elveția (IFPI Switzerland)   | Platină     |
| Regatul Unit (BPI)           | Platină     |
| Statele Unite (RIAA)         | Platină     |
| Sumar                        |             |
| Europa (IFPI)                | Platină     |